# موفق الخاني
موفق بهاء الدين محمود الخاني (1922 في دمشق في سوريا - 26 يناير 2021 في دمشق في سوريا) طيّار وإعلامي سوري، وأحد أقدم مقدمي برامج التلفزيون في سوريا، اشتهر ببرنامجه الثقافي والعلمي من الألف إلى الياء، الذي يُعد أقدم برنامج تلفزيوني علمي في العالم.

## حياته
وُلد موفق الخاني عام 1922 في العاصمة السوريّة دمشق، ودرس فيها في مدرسة الصنائع، وفي الصف العاشر التحق بمدرسة الطيران في رياق في لبنان، وتخرج فيها عام 1942 بشهادة ميكانيكي طائرات، ثم التحق بقوات الجيش الفرنسي، وعمل مع رفاقه بإصلاح طائرات مطار المزة العسكري، ثم انسحب من الجيش الفرنسي، وانضم إلى قوات الدرك في عام 1946، وتسلم مطار المزة من الجيش الفرنسي مع زملائه في 16 نوفمبر 1946، وهو اليوم الذي اختاره مع زملائه فيما بعد ليكون عيد الطيران.
ساهم مع زملائه بتأسيس سلاح الطيران الحربي السوري، كما شارك في حرب 1948 ضمن سلاح الطيران، وساعد في تجهيز مطار الضمير العسكري، وفي أوائل الخمسينات، أسس سرب النقل في سلاح الطيران، وكان وقتها برتبة ملازم، والذي ضم حينها طائرتين سعة كل واحدة 26 راكبًا، وأسس شركة الطيران السورية وتولى إدارتها لمدة خمس سنوات منذ عام 1950 وحتى عام 1955، كما أسس في عام 1954 نادي الطيران الشراعي، وخلال الوحدة بين سوريا ومصر، التحق بدورة أركان حرب وتخرج منها برتبة عقيد طيار أركان حرب، وفي عام 1963 سُرّح من الجيش برتبة عقيد ركن طيار برصيد 2500 ساعة طيران، وكان قد ساهم بتصميم شعار الطيران العسكري السوري.

## عمله
بدأ بإعداد وتقديم البرامج العلميّة في الإذاعة السوريّة عام 1957، ثم بدأ العمل في التلفزيون السوري منذ تأسيسه في عام 1961، حيث قدم البرنامج الأسبوعي «مجلة العلوم»، وفي عام 1963 بدأ بتقديم برنامج «من الألف إلى الياء» والذي استمر في تقديمه حتى 2005 لمدة قاربت 42 عامًا.
أخرج عددا من الأفلام الوثائقيّة، منها عن سلاح الطيران السوري، ومؤسسة مياه عين الفيجة، وعن صناعة النفط في سوريا، وعن المعادن والفوسفات والملح الصخري وفي مجالات علميّة أُخرى.
في عام 1965، تسلم إدارة المؤسسة العامة للسينما حتى العام 1969، كما عمل مستشارًا لوزير السياحة لمدة خمس سنوات تقريبا منذ 1980 وحتى 1985.

## من الألف إلى الياء
أعد موفق الخاني برنامج من الألف إلى الياء، وقدمه على شاشة التلفزيون السوري بدءً من العام 1963 بعد تأسيس التلفزيون بعامين، وحتى عام 2005، لمدة تجاوزت الأربعين عامًا وبعدد حلقات تخطى 2000 حلقة، ويُعد هذا البرنامج أقدم برنامج تلفزيوني علمي في العالم، وفي عام 1992، ألّف كتاب «من الألف إلى الياء»، وكرّمه المجلس الأعلى للعلوم ووزارات الإعلام والسياحة والصحة والثقافة والنفط وغيرها.

## أوسمة وتكريمات
حصل على وسام الاستحقاق السوري لمشاركته في حرب 1948، وحصل على ثناء خاص من رئيس الأركان السورية «رئيس الجمهورية» عام 1954، وعلى وسام الوحدة عام 1958 من عبد الحكيم عامر، كما نال وسام الشرف من ملك كمبوديا عام 1960، وشهادة قائد الفرقة الجويّة للجمهوريّة العربيّة المتحدة أثناء الوحدة عام 1960، والتي عُدلت إلى شهادة أركان حرب أي دكتوراه في العلوم العسكرية، وحصل على دبلوم بول تيسانديير صادر عن اتحاد الطيران الرياضي العالمي في عام 1963 باعتباره رجل الطيران في سوريا.

## وفاته
توفي يوم الثلاثاء 26 يناير (كانون الثاني) 2021 ميلاديًّا، الموافق 13 جُمادى الآخرة 1442 هجريًا، في العاصمة السوريّة دمشق، عن عمر ناهز 99 عامًا بعد معاناته مع المرض.